# Місіонерська позиція

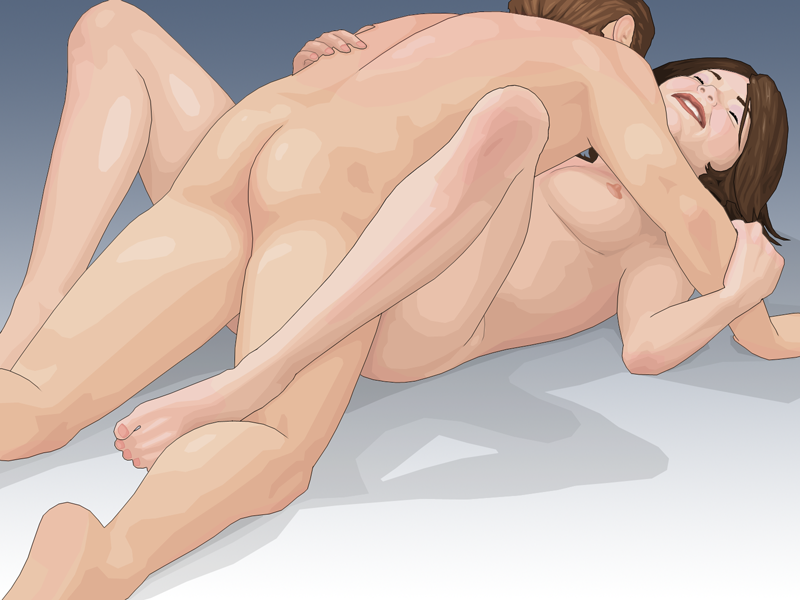
Базове положення.

Місіоне́рська пози́ція — найпоширеніша і найпростіша позиція в сексі. Партнери спрямовані одне до одного обличчям: пасивний партнер лежить на спині з розсунутими ногами, чоловік лежить зверху. Ця позиція та її варіації використовуються насамперед для вагінального сексу, можуть використовуватися також для анального сексу.

## Походження терміна
За основною версією, назвою позиція завдячує християнським місіонерам. Річ у тому, що протягом довгого часу католицька церква вважала цей спосіб сексу єдино благопристойним. Також слід зазначити, що ні християнство, ні, наприклад, іслам, безпосередньо не забороняють інші сексуальні пози. Однак, завдяки загальному дуже складному відношенню церкви до сексу, все, що виходить за рамки позиції «чоловік зверху», стало вважатися гріховним. Перші європейські місіонери, що з'явилися серед племен тихоокеанських островів, звернули увагу, що тубільці при сексі використовують неортодоксальні пози. Шоковані місіонери заявили, що тільки позиція «обличчям до обличчя, чоловік зверху» прийнятна для християн, а інші, «запозичені від звірів» — гріховні.
За іншою версією, вираз створили тубільці, які вперше застали в цій (для них незвичайній) позі самих місіонерів. Ця версія не суперечить місіонерському целібату, тому що значна частина місіонерів були англіканами й лютеранами, а не католиками.
Вважається, що першим про таку назву пози дізнався від тубільців острова Тробріанд англійський етнограф Броніслав Маліновський в сорокових роках XX століття. Сам же термін «місіонерська позиція» набув поширення приблизно між 1945 і 1965 роками.
Однак, термін став поширеним тільки, коли його через поєднання непорозумінь та неправильних інтерпретацій історичних документів опублікував Альфред Кінсі.

## Поширеність

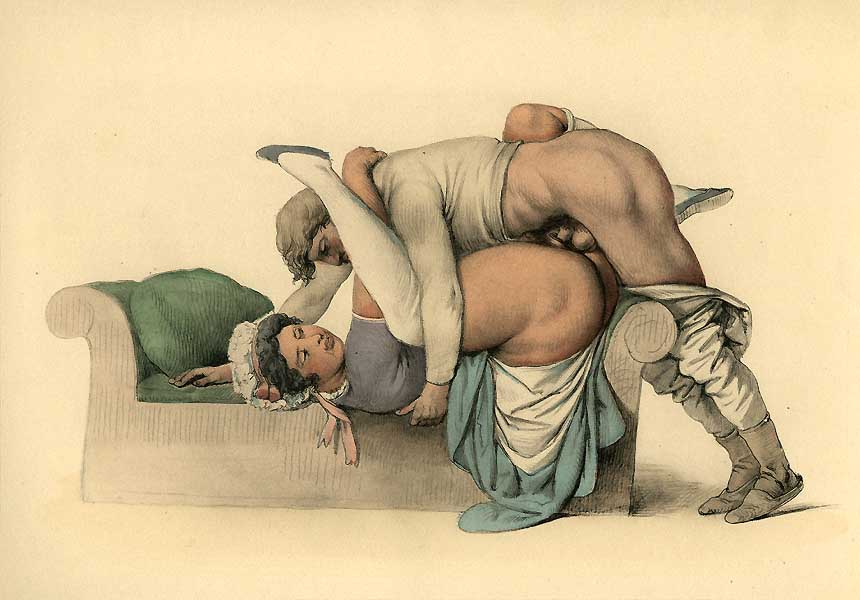
Ілюстрація Іоганна Непомук Гейгера

Місіонерська позиція належить до найпопулярніших сексуальних поз. Ряд дослідників схильні вважати її найпоширенішою. Наприклад, Альфред Кінсі у своїй роботі «Сексуальна поведінка самиці людини» (англ. «Sexual Behavior in the Human Female», 1953 р.) вказує, що всі опитані ним одружені жінки використовували цю позицію частіше за інших, а 9 % з них — використовували лише її.

## Опис позиції
Приймаюча особа лягає на спину, розсунувши ноги, поклавши їх на ту ж поверхню, що і спина, підвівши до грудей або обіймаючи ними особу зверху. Приймаюча особа може обіймати торс особи зверху обома ногами або тільки однією, при цьому для ніг можливі різні пози:
- на верхній частині гомілок особи зверху,
- навколо її стегон,
- обіймаючи спину і (або) спираючись на сідниці особи зверху,
- на плечах.

Як правило, чим вище приймаюча особа підіймає ноги, тим глибше проникнення пеніса при статевому акті.
Особа, що зверху, лягає поверх приймаючої особи, головою до її голови, помістивши ноги між її ніг, при цьому пах верхньої особи знаходиться на рівні паху приймаючої особи. Опора, як правило, йде на коліна і зігнуті в ліктях або розпрямлені руки. Рухи під час коїтусу здійснюються, переважно, тазовими фрикціями.

### Анальний та лесбійський секс
Термін «місіонерська позиція» вживається при описі подібної позиції в анальному сексі, в якій партнери також лежать лицем до лиця одне на одному, причому пасивний партнер знаходиться знизу. Щоб досягти правильного кута для проникнення, ноги приймаючого партнера повинні бути підняті — іноді до рівня плечей активного.
Ця позиція поділяє всі переваги та недоліки вищеописаної позиції вагінального сексу, крім того, необхідне положення ніг здається багатьом незатишним, тоді як місіонерська позиція вагінального сексу вважається зручною для жінки.

## Переваги місіонерської позиції

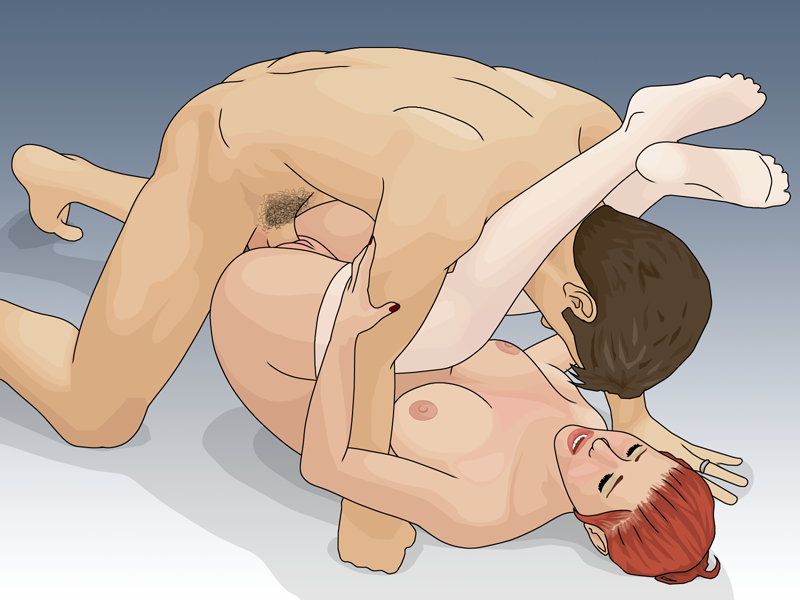
Жінка в положенні «Вінер Остер»

- Цей вид сексу у більшості випадків є досить чуттєвим і емоційним як для чоловіка, так і для жінки.
- Коханці бачать поблизу вираз обличчя одне одного, можуть дивитися в очі, ясно чути дихання, зітхання, постогнування та інші звуки, що підсилюють збудження. Крім того, партнери мають можливість цілуватися.
- І чоловіки, і жінки можуть пестити одне одного руками, хоча жінка в цьому плані має більшу свободу, ніж чоловік.
- Статевий акт супроводжується порівняно глибоким, а інколи максимально глибоким проникненням.
- У цій позі особа зверху повністю контролює свої дії, і, отже, може за бажанням або прискорити свій оргазм, так і тривалий час утримуватися від нього.
- Багато осіб знизу насолоджуються відчуттям «підпорядкування», «покори» особі зверху, а також можливістю пестити її на власний розсуд.
- Ця позиція не вимагає особливої гнучкості ні від чоловіка, ні від жінки.
- Заняття сексом у цій позі не втомливі, особливо для особи знизу, яка залишається порівняно розслабленою. При цьому найлегшим засобом досягнення оргазму для неї є напруження м'язів навколо вагіни або простати.

## Недоліки місіонерської позиції
- Чоловік у місіонерській позі або спирається всією своєю вагою на жінку (що в більшості випадків, хоч і не завжди, неприємно для неї), або повинен утримувати своє тіло на вазі зусиллями рук і колін. Таким чином, від чоловіка вимагаються деякі фізичні зусилля.
- Жодному з партнерів, як правило, незручно пестити клітор за допомогою рук.
- Партнери позбавлені можливості цілком насолоджуватися видом оголених тіл одне одного.
- У цій позиції оргазм чоловіка нерідко виявляється занадто швидким (відбувається передчасна еякуляція).
- У ряді випадків може мати негативне значення факт поширеності («узвичаєні», «заїжджені») позиції.

## Удосконалення місіонерської позиції
Спосіб статевого рівняння серед сексуальних позицій — це варіант місіонерської позиції. Він призначений для проведення максимальної стимуляції клітора під час сексу. Статеве рівняння досягається при доповненні варіанту «чоловік зверху» в місіонерській позиції шляхом здійснення рухів притиснення / відсунення областей тазу, виконуваних кожним партнером в ритмі статевого акту.